# Каракалинський сільський округ
Каракали́нський сільський округ (каз. Қарақала ауылдық округі, рос. Каракалинский сельский округ) — адміністративна одиниця у складі Аккулинського району Павлодарської області Казахстану. Адміністративний центр — село Каракала.
Населення — 1362 особи (2021; 1637 у 2009, 2640 у 1999, 3097 у 1989).
Станом на 1989 рік існувала Кизиласкерська сільська рада (села Чорне, Шабар, Шамші, селище Кумсуат). Село Кумсуат було ліквідоване 2017 року. До 2020 року округ називався Кизиласкерським.

## Склад
До складу округу входять такі населені пункти:
| Населений пункт | Старі назви | Населення, осіб (1989) | Населення, осіб (1999) | Населення, осіб (2009) | Населення, осіб (2021) |
| --------------- | ----------- | ---------------------- | ---------------------- | ---------------------- | ---------------------- |
| Кумсуат, село   | -           | 90                     | 63                     | 48                     | -                      |
| Каракала, село  | Чорне       | 2146                   | 1810                   | 1100                   | 958                    |
| Шабар, село     | -           | 469                    | 389                    | 285                    | 226                    |
| Шамші, село     | -           | 392                    | 378                    | 204                    | 178                    |